# Nemesio Etxaniz
Nemesio Etxaniz Aranbarri (Azcoitia, Guipúzcoa, 19 de diciembre de 1899 - San Sebastián, 27 de enero de 1982) fue un sacerdote católico y escritor en euskera. 

## Biografía
A los doce años ingresó en la Universidad Pontificia de Comillas para convertirse en sacerdote, donde encuentra un ambiente muy vasquista entre los numerosos alumnos vascos que estudian en la institución, hecho que le influye.  Finalizados sus estudios se le envía a Urarte de Bernedo (provincia de Álava) y seguidamente a Vergara. Es en Vergara empieza a escribir pequeñas obras en euskera dirigidas a los jóvenes de la parroquia y artículos que se publican en El Día de Donostia. Durante la Guerra Civil Española los requetés irrumpen en el municipio y le destierran a Burgos, impidiéndole continuar con el sacerdocio. Después de regresar al País Vasco, un sermón pronunciado en Zumaya le causó graves problemas con el obispo.
Su obra como escritor incluye canciones, comedias, obras religiosas y guiones de radio. Fue conocido también con el sobrenombre Amillaitz.

## Obras
- Arraldea. Ipui zarra (1923, Iñaki Deunaren irarkola) (narración)
- Izotz kandelak (1992, Elkar) (novela)
- XX. mendeko poesia kaierak - Nemesio Etxaniz (2001, Susa): Koldo Izagirreren edizioa (poesía)
- Euskal antzerkiak kontu-kontari (1958, Itxaropena) (teatro)
- Kanta-kantari (1951, Ordorika) (canciones)
- Itziar (1949, Itxaropena) (religión)
- Nola idatzi euskeraz? (1950, Itxaropena) (¿cómo escribir en vasco?, gramática)